# Trittico, Maggio-Giugno 1973
Trittico, Maggio-Giugno 1973 è un dipinto di Francis Bacon risalente al 1973. Si tratta di un trittico creato in memoria di George Dyer, amante di Bacon suicidatosi il 24 ottobre 1971.

## Descrizione e stile
Il trittico rappresenta il momento della morte di Dyer, ucciso da un'overdose in una stanza d'hotel, dipinto in tre diversi momenti. La scelta di questo tema ricorre più volte nelle ultime produzioni di Bacon, a detta dello stesso autore un modo per esorcizzare il ricordo di questa disgrazia. Lo spazio è diviso tra il pavimento di un colore rosa grigiastro, che occupa un terzo di ogni ala e il muro rosso, entro il quale si apre un uscio dove si trova la figura di Dyer. L'uomo è in tutte e tre le rappresentazioni chinato su un water, la forma del suo corpo e il suo volto sono sfigurati in modo da trasmettere le sensazioni di dolore e morte ispirate dalla tragedia. La parte centrale, a differenza delle ali, mostra sopra il capo di Dyer una lampadina accesa, la quale proietta a terra una larga ombra dalla forma demoniaca o di pipistrello; forse questa scelta vuole rappresentare il momento preciso della morte.